# Stazione di Castagnaro
Stazione di Castagnaro vasútállomás Olaszországban, Veneto régióban, Castagnaro településen.

## Vasútvonalak
Az állomást az alábbi vasútvonalak érintik:
- Verona-Rovigo-vasútvonal

## Kapcsolódó állomások
A vasútállomáshoz az alábbi állomások vannak a legközelebb: 
- Stazione di Villabartolomea
- Villa d'Adige railway station